# Garacharma
Garacharma is een census town in het Indiase unieterritorium de Andamanen en Nicobaren. De plaats ligt op het eiland Zuid-Andaman, dat behoort tot de eilandengroep de Andamanen. Ten noordoosten van Garacharma ligt de hoofdstad Port Blair.

## Demografie
Volgens de Indiase volkstelling van 2001 wonen er 9431 mensen in Garacharma, waarvan 53% mannelijk en 47% vrouwelijk is. De plaats heeft een alfabetiseringsgraad van 74%.